# Zimmermannia nuristanica
Zimmermannia nuristanica is een vlinder uit de familie van de dwergmineermotten (Nepticulidae). De wetenschappelijke naam is voor het eerst voorgesteld als Ectoedemia nuristanica door van Erik van Nieukerken in een publicatie uit 1985.
De soort komt voor in Afghanistan.